# Lajos Faragó

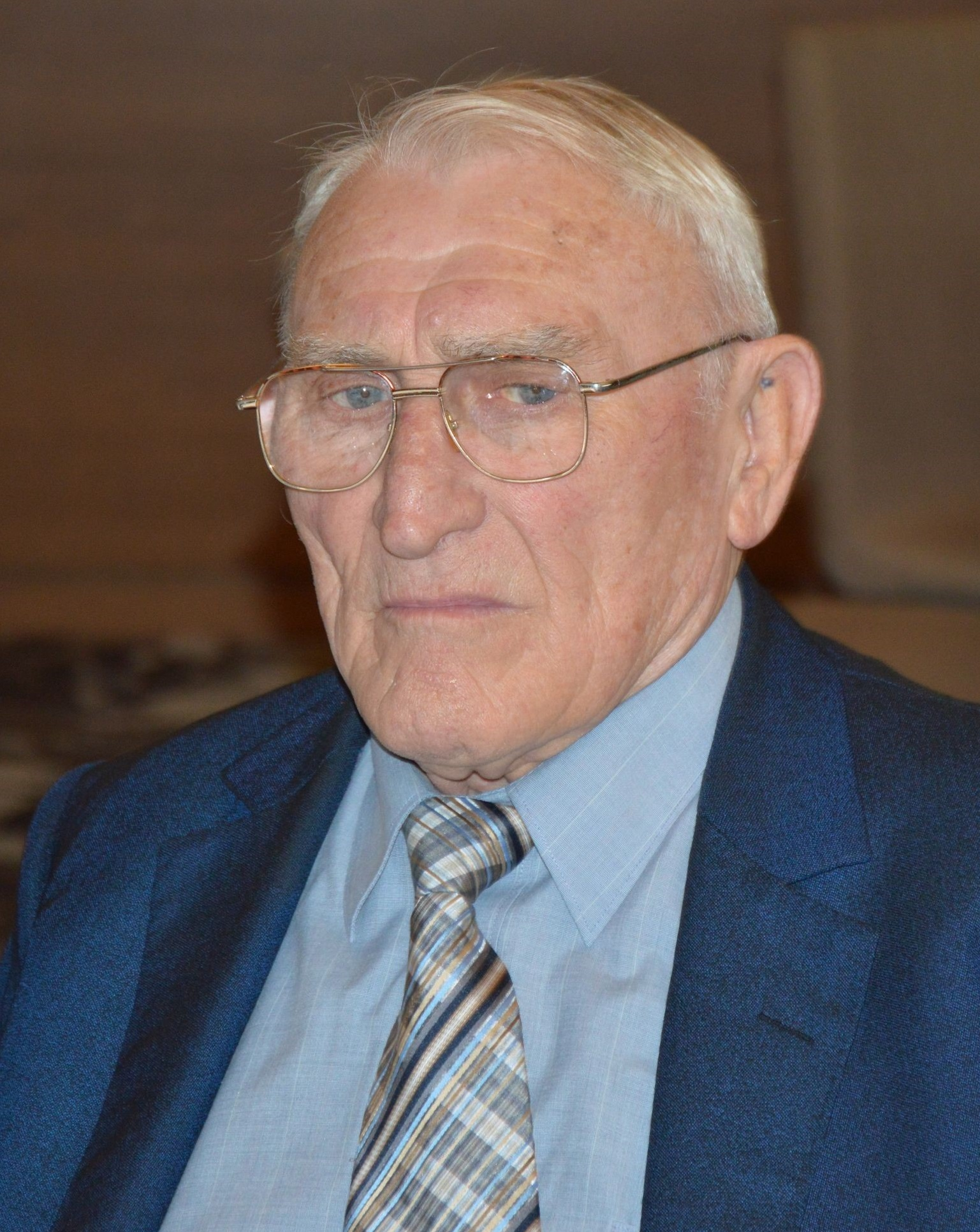
Lajos Faragó

Lajos Faragó, född 3 augusti 1932 i Budapest, död 13 maj 2019 i Budapest, var en ungersk fotbollsspelare.
Han blev olympisk bronsmedaljör i fotboll vid sommarspelen 1960 i Rom.